# Judo-Bundesliga 2016
Die Judo-Bundesliga 2016 war die 60. Saison in der Geschichte der Judo-Bundesliga und begann am 30. April 2016.
Die Meisterschaft 2016 sicherte sich erstmals in seiner Vereinshistorie das Hamburger Judo-Team. Im Finale setzte sich die Mannschaft mit 7:6 gegen den Vorjahressieger TSV Großhadern durch. Die Bronzemedaillen gewannen die SUA Witten und der KSV Esslingen. Somit wurde die Serie vom KSV Esslingen, welcher zuvor 5 mal in Folge Vizemeister wurde, gebrochen.
Die im Vorjahr abgestiegenen Mannschaften (TSV Bayer 04 Leverkusen im Norden und der JSV Speyer im Süden), wurden durch die Aufsteiger vom JC 66 Bottrop (Nord) und erstmals dem TV Erlangen (Süd) ersetzt. Zudem zog sich der dreifache Titelträger JC 90 Frankfurt (Oder) aus sportlichen und wirtschaftlichen Gründen aus der Nordstaffel zurück. Da der TSV Bayer Leverkusen als offizieller Absteiger als auch diverse Zweitligateams auf ihr Startrecht verzichteten, traten 2016 nur 5 Mannschaften in der Nordstaffel an.
Im Vorfeld sorgten außerdem die Wechsel der Nationalmannschaftskämpfer Igor Wandtke, Alexander Wieczerzak und Aaron Hildebrand für Aufsehen. Alle drei wechselten vom amtierenden Meister TSV Großhadern zum Konkurrenten und Vorjahresdritten, dem Hamburger Judo-Team.

## Vorrunde

### Staffel Nord
| Pl | Verein              | K | KP    | Diff | Pkt |
| -- | ------------------- | - | ----- | ---- | --- |
| 1. | Hamburger Judo-Team | 4 | 43:11 | +32  | 8:0 |
| 2. | UJKC Potsdam        | 4 | 29:26 | +3   | 6:2 |
| 3. | SUA Witten          | 4 | 22:31 | −9   | 4:4 |
| 4. | Judo in Holle       | 4 | 20:34 | −14  | 2:6 |
| 5. | JC 66 Bottrop       | 4 | 20:32 | −12  | 0:8 |

### Staffel Süd
| Pl | Verein             | K | KP    | Diff | Pkt  |
| -- | ------------------ | - | ----- | ---- | ---- |
| 1. | KSV Esslingen      | 5 | 42:22 | +20  | 10:0 |
| 2. | JC Leipzig         | 5 | 40:25 | +15  | 8:2  |
| 3. | TSV Großhadern     | 5 | 31:37 | −6   | 5:5  |
| 4. | JC Rüsselsheim     | 5 | 33:34 | −1   | 4:6  |
| 5. | Judoclub Ettlingen | 5 | 31:34 | −3   | 3:7  |
| 6. | TV Erlangen        | 5 | 22:47 | −25  | 0:10 |

## Viertelfinale
| Datum              | Ort         | Heim           | Gast           | Ergebnis      |
| ------------------ | ----------- | -------------- | -------------- | ------------- |
| 10. September 2016 | Rüsselsheim | JC Rüsselsheim | Hamburger JT   | 3:11 (21:96)  |
| 24. September 2016 | Hamburg     | Hamburger JT   | JC Rüsselsheim | 11:1 (110:10) |
| 10. September 2016 | Großhadern  | TSV Großhadern | UJKC Potsdam   | 11:3 (91:25)  |
| 24. September 2016 | Potsdam     | UJKC Potsdam   | TSV Großhadern | 5:8 (42:80)   |
| 10. September 2016 | Witten      | SUA Witten     | JC Leipzig     | 9:5 (55:50)   |
| 24. September 2016 | Leipzig     | JC Leipzig     | SUA Witten     | 8:5 (62:32)   |
| 10. September 2016 | Holle       | Judo in Holle  | KSV Esslingen  | 2:12 (20:114) |
| 24. September 2016 | Esslingen   | KSV Esslingen  | Judo in Holle  | 9:4 (82:37)   |

## Halbfinale
| Datum            | Ort     | Heim          | Gast           | Ergebnis      |
| ---------------- | ------- | ------------- | -------------- | ------------- |
| 29. Oktober 2016 | Hamburg | KSV Esslingen | TSV Großhadern | 3:8 (22:69)   |
| 29. Oktober 2016 | Hamburg | Hamburger JT  | SUA Witten     | 10:4 (100:31) |

## Finale
| Datum            | Ort     | Heim         | Gast           | Ergebnis    |
| ---------------- | ------- | ------------ | -------------- | ----------- |
| 29. Oktober 2016 | Hamburg | Hamburger JT | TSV Großhadern | 7:6 (67:52) |

## Relegation
| Datum              | Ort      | Heim         | Gast         | Ergebnis      |
| ------------------ | -------- | ------------ | ------------ | ------------- |
| 10. September 2016 | Erlangen | TV Erlangen  | JC Ettlingen | 6:8 (52:80)   |
| 24. September 2016 | Erlangen | JC Ettlingen | TV Erlangen  | 12:2 (103:20) |

## Kämpfer mit den meisten Siegen
| Kämpfer                 | Verein         | Siege (durch Ippon) | Anzahl Kämpfe |
| ----------------------- | -------------- | ------------------- | ------------- |
| Dino Pfeiffer           | JC Ettlingen   | 14 (12)             | 14            |
| Rene Schneider          | KSV Esslingen  | 12 (10)             | 14            |
| Tobias Schirra          | JC Rüsselsheim | 10 (8)              | 11            |
| Marcus Nyman            | TSV Großhadern | 9 (9)               | 10            |
| Robert Kopiske          | UJKC Potsdam   | 9 (7)               | 10            |
| David Tekic             | Hamburger JT   | 9 (8)               | 11            |
| Fabian Hubert           | JC Leipzig     | 9 (8)               | 13            |
| Dario Gurbjeweit Garcia | Hamburger JT   | 8 (7)               | 10            |
| Timo Cavelius           | TSV Großhadern | 8 (7)               | 10            |